# Chavakkad
Chavakkad (o Chetwayi, Chowghat, Chitwye, Chaughat, Chetwagi) è una suddivisione dell'India, classificata come municipality, di 38.138 abitanti, situata nel distretto di Thrissur, nello stato federato del Kerala. In base al numero di abitanti la città rientra nella classe III (da 20.000 a 49.999 persone).

## Geografia fisica
La città è situata a 10° 31' 60 N e 76° 2' 60 E e ha un'altitudine di 13 m s.l.m..

## Società

### Evoluzione demografica
Al censimento del 2001 la popolazione di Chavakkad assommava a 38.138 persone, delle quali 17.702 maschi e 20.436 femmine. I bambini di età inferiore o uguale ai sei anni assommavano a 4.172, dei quali 2.154 maschi e 2.018 femmine. Infine, coloro che erano in grado di saper almeno leggere e scrivere erano 30.791, dei quali 14.637 maschi e 16.154 femmine.